# Duckea
Duckea là một chi thực vật có hoa trong họ Rapateaceae.